# Dylamic
Dylamic, artiestennaam van Dylan Paauw, is een Nederlandse rapper.

## Biografie
Paauw schreef van jongs af aan gedichten en op een gegeven moment stapte hij over naar raps. Geïnspireerd door artiesten als  Eminem, Mac Miller, Joey Bada$$, Hopsin, Earl Sweatshirt en  Schoolboy Q, plaatste hij zijn muziek eerst op een privé SoundCloudaccount. Hij rapt in het Engels, omdat hij zijn interessegebied naar eigen zeggen altijd heeft gelegen bij Amerikaanse rap. Vanaf 2019 begon hij met het uitbrengen van zijn muziek. Na een aantal singles, kwam hij in 2020 met zijn debuut-ep Blueprints.
In 2022 was hij geselecteerd om deel te nemen aan talentontwikkelingstraject Hit the North. Tijdens dit traject begon Dylamic met het vormen van een livecrew. Waar hij eerst voornamelijk alleen op het podium stond tijdens optredens, voegden in 2022 de producer Daví, de rapper Kid Anarkist en zangeres M.E.I. zich toe aan de act. Aan het eind van het talententraject, in januari 2023, stond de rapper op ESNS. In 2023 stond hij daarnaast ook op onder meer de Bevrijdingsfestivals van Groningen en Leeuwarden en het Spy Festival te Emmen. Ook werden er meerdere singles uitgebracht, waarvan het gros in samenwerking met Daví. In 2024 stond hij voor een tweede keer op ESNS en was hij te horen op de Zwarte Cross.